# Зенікай
Зеніка́й (рос. Зеникай) — присілок у складі Альменєвського округу Курганської області, Росія.
Населення — 137 осіб (2010, 175 у 2002).
Національний склад станом на 2002 рік:
- башкири — 99 %